# 河内桃子
河内桃子 （1932年3月7日—1998年11月5日），本名大河内桃子，日本女演员，出生于東京都，是物理學家大河內正敏的孫女、畫家大河內信敬的女兒。

## 重要作品

### 电影
- 哥吉拉（1954年） 导演：本多豬四郎
- 獸人雪男（1955年） 导演：本多豬四郎
- 地球防衛軍（1957年） 导演：本多豬四郎
- 哥吉拉vs戴斯特洛伊亞（1995年） 导演：大河原孝夫

## 外部連結
- Momoko Kōchi在互联网电影资料库（IMDb）上的資料（英文）